# Jermon Bushrod
Jermon Bushrod (King George, 19 agosto 1984) è un giocatore di football americano statunitense che gioca nel ruolo di offensive tackle per i New Orleans Saints della National Football League (NFL). Fu scelto nel corso del quarto giro (125º assoluto) del Draft NFL 2007 dai New Orleans Saints. Al college giocò a football alla Townson University.

## Carriera professionistica

### New Orleans Saints
Bushrod fu scelto nel corso del quarto giro del Draft 2007 dai New Orleans Saints ma prima della stagione 2009 disputò sole tre partite. Tuttavia, a cua dell'infortunio del tackle sinistro titolare Jammal Brown, Bushrod divenne il titolare dei Saints nel 2009, contribuendo alla vittoria del primo Super Bowl della storia della franchigia. Nel 2011 fu convocato per il suo primo Pro Bowl, convocazione ottenuta anche nell'anno successivo.

### Chicago Bears
Il 17 marzo 2013, Bushrod firmò con i Chicago Bears un contratto quinquennale del valore di 35 milioni di dollari, 17 milioni dei quali garantiti.

### Miami Dolphins
Il 10 marzo 2016, Bushrod firmò con i Miami Dolphins.

## Palmarès

### Franchigia
- Super Bowl : 1

New Orleans Saints: Super Bowl XLIV
- National Football Conference Championship: 1

New Orleans Saints: 2009

### Individuale
- Convocazioni al Pro Bowl: 2

2011, 2012